# Sybra mediofusca
Sybra mediofusca là một loài bọ cánh cứng trong họ Cerambycidae.